# 1901 en musique
| \| • Retour à la chronologie générale de la musique populaire • \| |
| XXIe siècle • XXe siècle • XIXe siècle • XVIIIe siècle XVIIe siècle • XVIe siècle • XVe siècle • XIVe siècle XIIIe siècle • XIIe siècle • XIe siècle • Xe siècle IXe siècle • VIIIe siècle • Haut Moyen Âge • Rome • Grèce |
| • Retour à la chronologie générale de la musique populaire • |

| • Retour à la chronologie générale de la musique populaire • |

| Années de la musique populaire : 1898 - 1899 - 1900 - 1901 - 1902 - 1903 - 1904    |
| Décennies de la musique populaire : 1870 - 1880 - 1890 - 1900 - 1910 - 1920 - 1930 |

Cet article présente les faits marquants de l'année 1901 en musique.

## Évènements
- Le musicien américain Scott Joplin popularise le ragtime avec The Easy Winners.
- Chris Smith (1879-1949) et Elmer Bowman (1879-1916) composent I've Got De Blues, une coon song qui est une des premières chansons comportant le mot « Blues » dans son titre[1].

## Naissances
- 2 janvier :  Rubin Lacey, chanteur et guitariste de blues américain († 14 novembre 1969).
- 9 janvier :  Ishman Bracey, chanteur et guitariste de blues américain († 12 février 1970).
- 2 février :  Walter Vinson, guitariste de blues américain, membre des Mississippi Sheiks († 22 avril 1975).
- 15 février :  Kokomo Arnold, chanteur et guitariste de blues américain († 8 novembre 1968).
- 20 mai :  Jimmy Blythe, pianiste de jazz américain († 14 juin 1931).
- 4 août :  Louis Armstrong, trompettiste de jazz américain († 6 juillet 1971).
- 25 août :  Charlie Burse, joueur de guitare, de mandoline et de banjo américain, membre du Memphis Jug Band († 10 décembre 1965).
- 2 octobre :  Kiki de Montparnasse, modèle, chanteuse, danseuse, gérante de cabaret, peintre et actrice française, surnommée « la Reine de Montparnasse » († 23 mars 1953).